# Gnomonia cerastis
Gnomonia cerastis är en svampart som först beskrevs av Riess, och fick sitt nu gällande namn av Ces. & De Not. 1863. Gnomonia cerastis ingår i släktet Gnomonia och familjen Gnomoniaceae.  Arten är reproducerande i Sverige. Inga underarter finns listade i Catalogue of Life.